# 汤誉光
汤誉光（？—？），江西人，是一名清朝政治人物。举人出身。
汤誉光曾于1829年接替沈炳垣任娄县知县一职，1833年由史璠接任。